# Književnost u 1673.
◄◄ | ◄ | 1670. | 1671. | 1672. | 1673.  | 1674. | 1675. | 1676. | ► | ►►
Arhitektura • Astronomija • Biologija • Glazba • Kazalište • Kemija • Kiparstvo • Knjige • Književnost • Kršćanstvo • Medicina • Politika • Pravo • Promet • Slikarstvo • Znanost
Književnost u 1673.

## Svijet

### Smrti
- 17. veljače – Molière, francuski komediograf, scenarist i književnik (* 1622.)

## Hrvatska i u Hrvata

### Smrti
- 16. studenog – Ana Katarina Zrinski, hrvatska književnica i diplomatkinja (* oko 1625.)

## Vanjske poveznice
|  | Zajednički poslužitelj ima još gradiva o temi Književnost u 1673. |